# Matthias Amen
Matthias Amen (* 2. März 1965 in Marsberg) ist ein deutscher Wirtschaftswissenschaftler.

## Leben
Von 1986 bis 1991  studierte er an der Gesamthochschule Paderborn Betriebswirtschaftslehre. Nach der Promotion zum Dr. rer. pol. 1997 in Passau war er von 2001 bis 2006 an der Universität Duisburg-Essen, Campus Essen, wissenschaftlicher Mitarbeiter am Lehrstuhl für Unternehmensrechnung und Controlling. Seit 2008 ist er an der Universität Bielefeld Universitätsprofessor für Betriebswirtschaftslehre, insbesondere Unternehmensrechnung und Rechnungslegung (W3).

## Mitgliedschaften
- Matthias Amen ist Mitglied im Netzwerk Wissenschaftsfreiheit.[2]